# Pernety (Métro Paris)

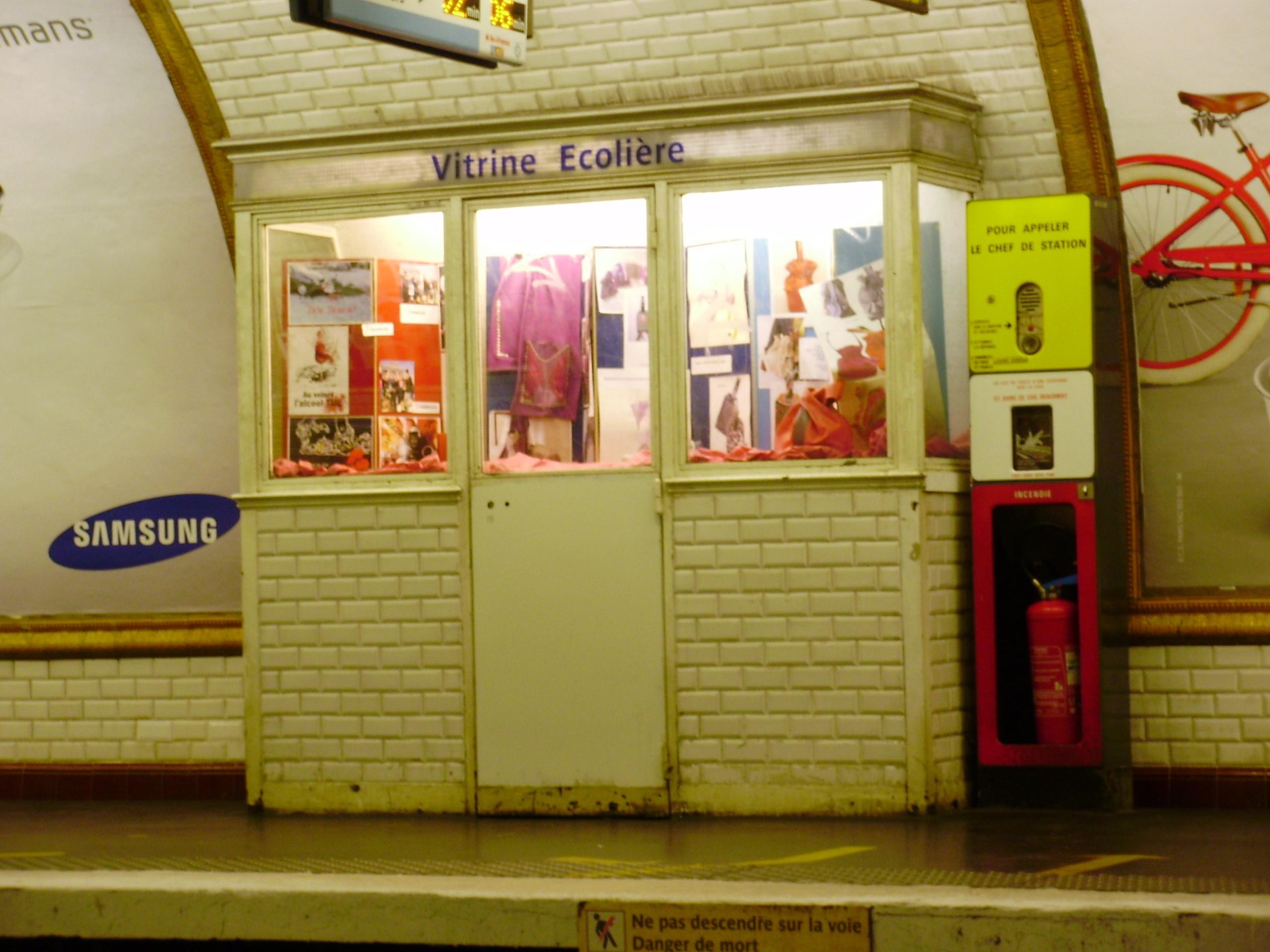
Ehemaliges Büro des Stationsvorstehers auf dem Bahnsteig in Richtung Norden

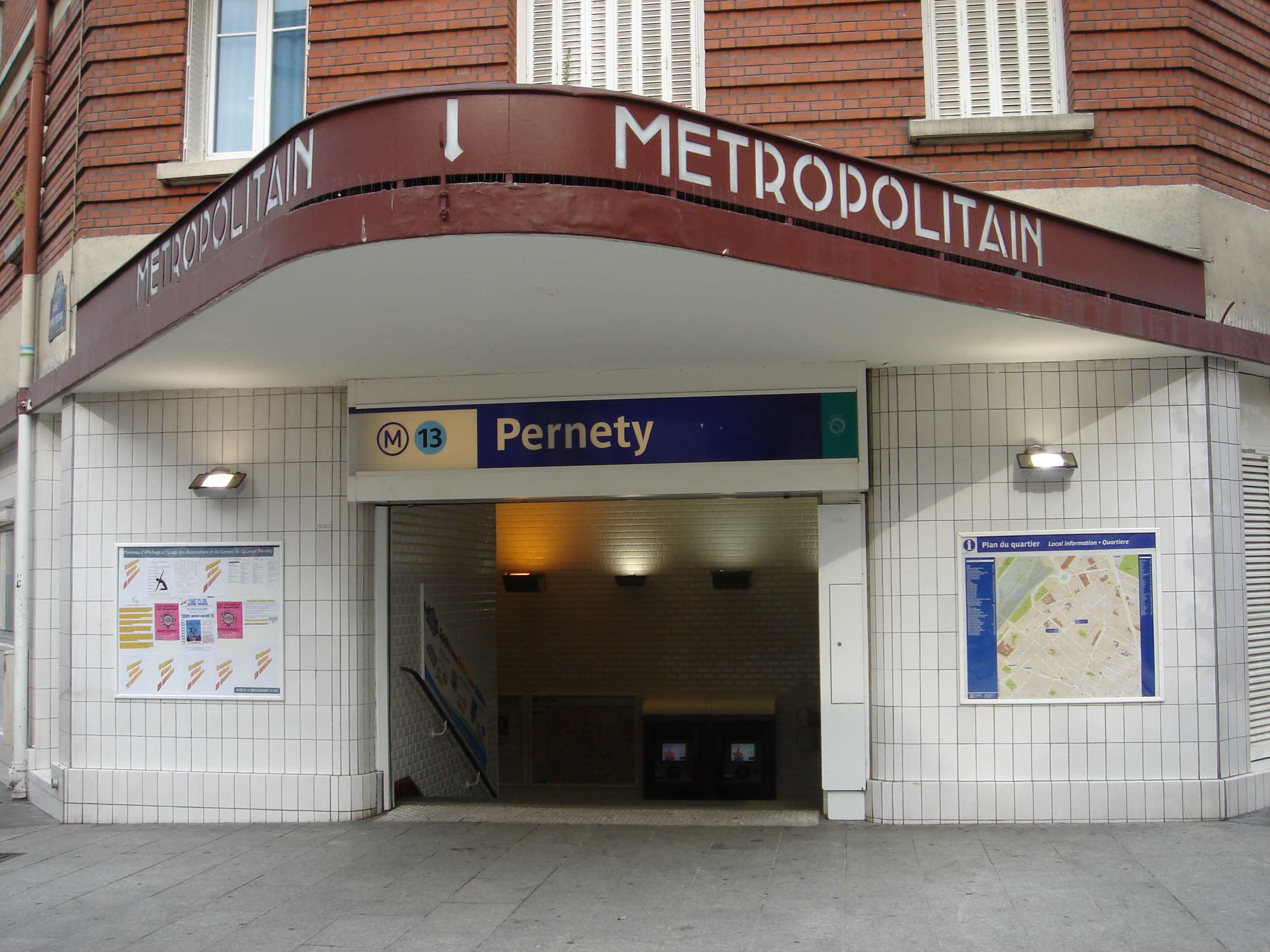
In ein Wohngebäude integrierter Zugang

Der U-Bahnhof Pernety ist eine unterirdische Station der Linie 13 der Pariser Métro.

## Lage
Die Station befindet sich im Quartier de Plaisance des 14. Arrondissements von Paris. Sie liegt längs unter der Rue Raymond Losserand nördlich der kreuzenden Rue Pernety.

## Name
Den Namen gibt die Rue Pernety. Der General Joseph Marie de Pernety (1766–1856) war Eigentümer des Grundstücks, durch das 1868 die nach ihm benannte Straße gebaut wurde.

## Geschichte und Beschreibung
Die Station wurde am 21. Januar 1937 eröffnet, als der erste Abschnitt der damaligen Linie 14 von Bienvenüe (seit 1942: Montparnasse – Bienvenüe) bis Porte de Vanves in Betrieb ging. Diese Strecke war von der Bahngesellschaft Société du chemin de fer électrique souterrain Nord-Sud de Paris (Nord-Sud) als Linie C geplant worden. Nach der Übernahme dieser Gesellschaft durch die konkurrierende Compagnie du chemin de fer métropolitain de Paris (CMP) im Jahr 1930 wurde sie, deren Nummernschema entsprechend, als Linie 14 gebaut. Am 9. November 1976 wurde die Linie 14 mit der Linie 13 verbunden und erhielt deren Linienbezeichnung. Die Liniennummer 14 wurde 1998 an eine Neubaustrecke vergeben.
Die Station liegt unter einem elliptischen, weiß gefliesten Gewölbe. Sie ist 75 m lang und hat zwei Seitenbahnsteige an zwei parallelen Streckengleisen.
Der einzige Zugang befindet sich in einem mehrstöckigen Wohngebäude an der o. g. Kreuzung. Nahe der Einmündung der Rue Niépce existiert ein weiterer Ausgang mit einer Rolltreppe.

## Fahrzeuge
Die Linie 13 wird seit 1978 von Fahrzeugen der Baureihe MF 77 befahren. Vorher waren dort Züge der Baureihe MF 67 unterwegs, die ihrerseits 1976 die Sprague-Thomson-Züge ablösten.